# Theodore Albrecht
Theodore John Albrecht (* 24. September 1945 in Jamestown, New York) ist ein US-amerikanischer Musikwissenschaftler, der sich insbesondere mit Leben und Werk von Ludwig van Beethoven befasst.

## Leben
Albrecht studierte an der St. Mary’s University in San Antonio, Texas und an der North Texas State University (jetzt University of North Texas) in Denton, Texas und wurde 1975 promoviert.
Seit 1992 ist er Professor an der Kent State University in Kent, Ohio.

## Werke
- Letters to Beethoven and other correspondence, übersetzt und herausgegeben von Theodore Albrecht, 3 Bände, Lincoln: University of Nebraska Press 1996
- Anton Schindler as Destroyer and Forger of Beethoven’s Conversation Books: A Case for Decriminalization, in: Music's Intellectual History: First Conference of the Répertoire International de Littérature Musicale, hrsg. von Zdravko Blazekovic und Barbara Dobbs Mackenzie, New York 2009, S. 169–181 https://rilm.org/historiography/talbrecht.pdf (Über Beethovens Konversationshefte und die Anschuldigungen gegen Schindler, er habe den überwiegenden Teil vernichtet. Der Autor meint, Schindlers Äußerung, es habe insgesamt „viel über hundert“ Konversationshefte gegeben, sei von Alexander Wheelock Thayer als „vierhundert“ missverstanden worden)
- The Hearing Beethoven: Demythifying the Composer's Deafness, in: The Beethoven Journal, Jg. 34, Nr. 2 (Winter 2019), S. 44–56
- Beethoven's Ninth Symphony: Rehearsing and Performing its 1824 Premiere, Woodbridge: Boydell Press 2024, 282 S., Abb.

| Personendaten    | Personendaten                                |
| ---------------- | -------------------------------------------- |
| NAME             | Albrecht, Theodore                           |
| ALTERNATIVNAMEN  | Albrecht, Theodore John (vollständiger Name) |
| KURZBESCHREIBUNG | US-amerikanischer Musikwissenschaftler       |
| GEBURTSDATUM     | 24. September 1945                           |
| GEBURTSORT       | Jamestown, New York                          |